# Red Pill Blues
Red Pill Blues – szósty album studyjny amerykańskiego zespołu Maroon 5. Został wydany 3 listopada 2017 roku przez wytwórnię płytową Interscope Records. Album zadebiutował na drugim miejscu w notowaniu Billboard 200 z łączną sprzedażą 122 000 egzemplarzy. Pierwszym singlem promującym album został utwór „What Lovers Do”, kolejnym singlem został wydany 16 stycznia 2018 roku „Wait”.
Jest to pierwsze wydawnictwo zespołu, w którego nagrywaniu wziął udział Sam Farrar po tym, jak został oficjalnym członkiem zespołu.
Tytuł albumu nawiązuje do terminu dotyczącego przyjmowania czerwonej lub niebieskiej pigułki, który powstał w 1999 roku w filmie science-fiction The Matrix.

## Lista utworów
| Nr  | Tytuł utworu                        | Autorzy | Produkcja                                  | Długość |
| --- | ----------------------------------- | --- | ------------------------------------------ | ------- |
| 1.  | „Best 4 U”                          | Adam Levine, Julian Bunetta, John Ryan, Jacob Kasher Hindlin, Alexander Izquerdo, Andrew Haas, Ian Franzino      | Bunetta, Afterhrs, Noah "Mailbox" Passovoy | 3:59    |
| 2.  | „What Lovers Do”                    | Levine, Brittany Talia Hazzard, Solána Imani Rowe, Oladayo Olatunji, Jason Evigan, Victor Rådström, Elina Stridh | Evigan, Sam Farrar, Passovoy, Ben Billions | 3:19    |
| 3.  | „Wait”                              | Levine, Ryan, Hindlin, Ammar Malik                                                                               | Ryan, Passovoy                             | 3:10    |
| 4.  | „Lips on You”                       | Levine, Charlie Puth, Hindlin, Julia Michaels, Evigan                                                            | Puth, Evigan                               | 3:36    |
| 5.  | „Bet My Heart”                      | Levine, Ryan, Hindlin, Phil Shaouy                                                                               | Ryan, Phil Paul, Passavoy                  | 3:16    |
| 6.  | „Help Me Out (z Julią Michaels)”    | Levine, Michaels, Diplo, Henry Agincourt Alle Justin Tranter                                                     | Diplo, King Henry, Farrar, Passavoy        | 3:13    |
| 7.  | „Who I Am (feat. LunchMoney Lewis)” | Levine, Eric Frederic, Malik, Gamal Lewis, Teddy Geiger, Ryan Hindlin                                            | Ricky Reed                                 | 3:03    |
| 8.  | „Whiskey (feat. ASAP Rocky)”        | Levine, Rakim Mayers, Ryan, Hindlin, Tinashe Sibanda                                                             | Ryan, Hindlin                              | 3:30    |
| 9.  | „Girls Like You”                    | Levine, Henry Walter, Hazzard, Evigan, Gian Stone                                                                | Cirkut, Evigan                             | 3:35    |
| 10. | „Closure”                           | Levine, Ryan, Hindlin, Malik, Shaouy                                                                             | Ryan, Paul, Passavoy                       | 11:28   |
|     |                                     | |                                            | 42:09   |

## Notowania i certyfikaty
| Lista przebojów (2017-18)              | Najwyższa pozycja |
| -------------------------------------- | ----------------- |
| Australia (ARIA Charts)                | 7                 |
| Austria (Ö3 Austria Top 40)            | 31                |
| Belgia (Ultratop 200 Albums, Flandria) | 47                |
| Belgia (Ultratop 200 Albums, Walonia)  | 31                |
| Czechy (ČNS IFPI)                      | 11                |
| Dania (Album Top-40)                   | 5                 |
| Finlandia (Suomen virallinen lista)    | 24                |
| Francja (SNEP)                         | 24                |
| Hiszpania (PROMUSICAE)                 | 14                |
| Holandia (MegaCharts)                  | 21                |
| Irlandia (IRMA)                        | 21                |
| Japonia (Oricon)                       | 10                |
| Kanada (Billboard Canadian Albums)     | 2                 |
| Korea Południowa (Gaon Chart)          | 19                |
| Niemcy (GfK Entertainment)             | 44                |
| Norwegia (VG-Lista)                    | 8                 |
| Nowa Zelandia (Recorded Music NZ)      | 6                 |
| Polska (OLiS)                          | 33                |
| Portugalia (AFP)                       | 21                |
| Szwajcaria (Alben Top 100)             | 21                |
| Szwecja (Sverigetopplistan)            | 12                |
| USA (Billboard 200)                    | 2                 |
| Wielka Brytania (UK Albums Chart)      | 12                |
| Włochy (FIMI)                          | 15                |

| Kraj                     | Certyfikat         | Sprzedaż |
| ------------------------ | ------------------ | -------- |
| Kanada (Music Canada)    | złota płyta        | 40 000+  |
| Polska (ZPAV)            | 2x platynowa płyta | 40 000+  |
| Stany Zjednoczone (RIAA) | złota płyta        | 500 000+ |
| Szwecja (GLF)            | złta płyta         | 20 000+  |